# Keep Right
Albums de KRS-One
D.I.G.I.T.A.L.
(2003) Life
(2006)
Singles
1. Let 'Em Have It
Sortie : 18 novembre 2003
2. Illegal Business
Sortie : 27 juillet 2004

Keep Right est le septième album studio de KRS-One, sorti le 13 juillet 2004.
L'album s'est classé 80e au Top R&B/Hip-Hop Albums.

## Liste des titres
| No  | Titre                                                                              | Contient un (des) sample(s) de | Durée |
| --- | ---------------------------------------------------------------------------------- | --- | ----- |
| 1.  | Club Shoutouts                                                                     | | 1:00  |
| 2.  | Are You Ready for This?                                                            | | 3:04  |
| 3.  | Illegal Business (Remix 2004)                                                      | | 3:45  |
| 4.  | The Prayer of Afrika Bambaataa (featuring Afrika Bambaataa)                        | | 0:39  |
| 5.  | You Gon Go                                                                         | | 4:32  |
| 6.  | Phucked                                                                            | | 3:08  |
| 7.  | A Call to Order (featuring Afrika Bambaataa)                                       | | 0:31  |
| 8.  | Everybody Rise (featuring L da Headtoucha)                                         | | 2:23  |
| 9.  | Stop Skeemin' (featuring Joe)                                                      | Top Billin' d'Audio Two | 2:56  |
| 10. | And Then Again (featuring Minister Server)                                         | | 1:50  |
| 11. | My Mind is Racing                                                                  | | 2:37  |
| 12. | Here We Go (featuring Mix Master Mike)                                             | | 1:41  |
| 13. | Me Man (featuring Minister Server)                                                 | | 1:45  |
| 14. | Feel This                                                                          | | 2:25  |
| 15. | Dream (featuring Minister Server)                                                  | | 1:03  |
| 16. | I Been There                                                                       | | 2:28  |
| 17. | Freestyle Ministry (Sever Verbals) (featuring Minister Server)                     | | 2:16  |
| 18. | The I (featuring Mad Lion)                                                         | | 2:49  |
| 19. | Bucshot Shoutout                                                                   | | 0:19  |
| 20. | Rap History (featuring Afrika Bambaataa)                                           | | 1:18  |
| 21. | Let 'em Have It                                                                    | | 3:28  |
| 22. | Still Spittin' (featuring Akbar, An Ion, Illin' P, L da Headtoucha et Supastition) | | 4:32  |
| 23. | The Cutclusion                                                                     | Word From Our Sponsor de Boogie Down Productions South Bronx de Boogie Down Productions My Philosophy de Boogie Down Productions Sound of Da Police de KRS-One Krs-One Attacks de KRS-One MC's Act Like They Don't Know de KRS-One The MC de KRS-One Step Into a World (Rapture's Delight) de KRS-One South Bronx 2002 de KRS-One | 0:47  |